# Oláh György (grafikus)
Oláh György (Tatabánya, 1946. november 22. –) grafikusművész, DLA., egyetemi docens.

## Tanulmányai
1964-ben érettségizett a Képző- és Iparművészeti Szakközépiskolában, itt mestere Zala Tibor volt. 1970-ben diplomázott a Képzőművészeti Főiskolán, ahol Kádár György, Barcsay Jenő és Konecsni György tanították. 1983-86 között esztétikai tanulmányokat folytatott.

## Munkássága
Alkalmazott grafikusként végzett és a terület számos műfajában dolgozott. Tervezett emblémákat, plakátokat, kiállítás-grafikát, bélyeget, illusztrációkat, képeslapokat. Maradandóak ezek közül bélyegsorai, címerei, emblémái, plakátjai, de kiemelkedőek a világ különböző városaiban rendezett Hungexpo-kiállításgrafikai munkái is. Nem lát szigorú határokat a műfajok között, ezért szívesen fest vagy tervez falitextilt is.
1995-ben megalakult a Magyar Plakátért Alapítvány, amelynek elnökévé választották. Az alapítvány hat közös, és tizenöt egyéni kiállítást rendezett, valamint olyan katalógus-sorozatot adott ki, melyekben egy-egy plakáttal szerepel mindenki, aki valaha e műfajban tevékenykedett. 1981 óta tanít a Magyar Képzőművészeti Egyetemen.

## Egyéni kiállításai
- 1975 • Plakátkiállítás, Oktatási Igazgatóság, Tatabánya
- 1976 • Művelődési Központ, Tata
- 1981 • Stúdió Galéria, Budapest
- 1983 • Plakátkiállítás, Tatabányai Népház
- 1990 • Plakátkiállítás, MKF. Barcsay terem, Budapest
- 1991 • Magyar Képzőművészeti Főiskola, Budapest
- 1998 • Plakátkiállítás, (Gál Mátyással együtt) Vigadó Galéria, Budapest
- 2001 • Kertvárosi Napok, Tatabánya
- 2003 • Plakátkiállítás, József Attila Művészeti Centrum

Rendszeres résztvevője a hazai és külföldi csoportos biennáléknak, tárlatoknak.
Sőt több kiállítás (1996: Szent Korona Galéria, Székesfehérvár; 1997: Budapest Kongresszusi Központ) rendezője és a kapcsolódó katalógusok szerkesztője Révész Antallal együtt.

## Díjai, kitüntetései
- I. Országos Alkalmazott/Tervező Grafikai Biennálé, fődíj, Békéscsaba, 1980
- Nemzetközi Plakátbiennálé, Varsó, 1978 Varsói Külügyminisztérium Különdíja
- Egyesült Nemzetek Szervezete I. díja, környezetvédelmi plakát, 1977
- Munkácsy Mihály-díj 2001[1]
- Nagyobb anyagot közölt róla a koreai Design Journal, a Monthly Design, a japán Idea és Graphic Design, a német Novum és a lengyel Projekt.

## Külső hivatkozások
- Oláh György grafikus honlapja
- Kortárs magyar művészeti lexikon II. (H–O). Főszerk. Fitz Péter. Budapest: Enciklopédia. 2000. ISBN 963-8477-45-8
- https://web.archive.org/web/20080506122546/http://www.mke.hu/info/tutor_page.php?mid=13f5f75eba5216
- Oláh György a Kieselbach Galéria honlapján. Életrajz